# Salouf
Salouf (tot 1943 in het Duits Salux; Italiaans (verouderd): Salugo of Salucco) is een voormalige gemeente en is een plaats in het Zwitserse kanton Graubünden, en maakt deel uit van het district Albula.
Salouf telt 213 inwoners. In 2016 is de gemeente gefuseerd samen met de andere gemeenten Bivio, Cunter, Marmorera, Mulegns, Savognin, Tinizong-Rona, Riom-Parsonz en Sur tot de nieuwe gemeente Surses.